# Schwingen
Schwingen er en form for brydning, hvis oprindelse stammer fra Schweiz.